# Міжхребцевий отвір
Міжхребцевий отвір (лат. foramen intervertebrale, множина foramina intervertebralia) — це отвір між двома хребцями. Хребці всіх відділів — шийного, грудного та поперекового мають міжхребцеві отвори.
Міжхребцевий отвір межує з верхньою вирізкою нижнього сусіднього хребця своєю нижньою вирізкою, міжхребцевим суглобом та міжхребцевим диском.
Міжхребцеві отвори знаходяться між кожною парою хребців у цих відділах. Через отвір проходить ряд структур. Це корінець кожного спинномозкового нерва, спинномозкова гілка сегментарної артерії, сполучні вени між внутрішнім і зовнішнім сплетенням, оболонні гілки спинномозкових нервів та трансфорамінальні зв'язки.
Хребці з'єднані між собою суглобами й зв'язками, тіла й утворюють міцний хребетний стовп, що підтримує голову і тулуб, а хребцевий отвір (не плутати з міжхребцевим) служить захисним футляром спинного мозку.
Розмір отвору змінюється в залежності від місцезнаходження (відділу хребта), патології, навантаження на хребет та особливостей постави.

## Клінічне значення
Отвір може бути звужений і навіть закупорений через дегенеративні зміни, об'ємні утворення, такі як пухлини чи метастази, а також через міжхребцеві грижі.

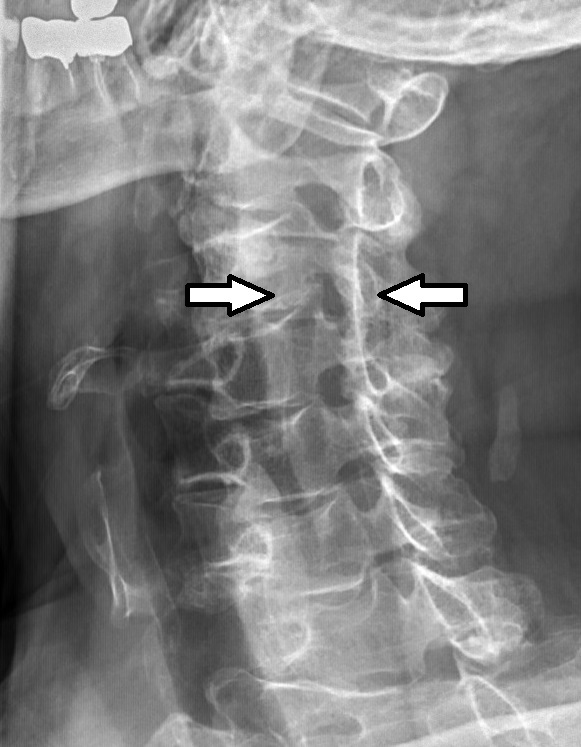
Проєкційна рентгенограма чоловіка з болем у потилиці та лівому плечі зі стенозом лівого міжхребцевого отвору шийного відділу 4-го спинномозкового нерва через вікові дегенеративні зміни, що відповідають ураженому дерматому.